# Olaf Ditlev-Simonsen
Olaf Christian Ditlev-Simonsen (2 de enero de 1897-19 de febrero de 1978) fue un deportista noruego que compitió en vela en la clase 8 Metre. Fue hermano del también regatista John Ditlev-Simonsen.
Participó en los Juegos Olímpicos de Berlín 1936, obteniendo una medalla de plata en la clase 8 Metre.

## Palmarés internacional
| Juegos Olímpicos | Juegos Olímpicos  | Juegos Olímpicos | Juegos Olímpicos |
| Año              | Lugar             | Medalla          | Clase            |
| ---------------- | ----------------- | ---------------- | ---------------- |
| 1936             | Berlín (Alemania) | Medalla de plata | 8 Metre          |